# Камено (община)
Камено (болг. Община Камено) — община в Болгарии. Входит в состав Бургасской области. Население составляет 13 598 человек (на 15 мая 2008 года).
Административный центр — город Камено.
Кмет (мэр) общины Камено — Стефан Бонев Стефанов (коалиция в составе 4 партий: Болгарская социалистическая партия (БСП), Земледельческий союз Александра Стамболийского (ЗСАС), политическая партия Рома, Движение за социальный гуманизм (ДСХ)) по результатам выборов в правление общины.

## Состав общины
В состав общины входят следующие населённые пункты:
1. Винарско
2. Вратица
3. Желязово
4. Камено
5. Константиново
6. Крыстина
7. Ливада
8. Полски-Извор
9. Русокастро
10. Свобода
11. Трояново
12. Трыстиково
13. Черни-Врых